# Arszenyjev
Arszenyjev (1952-ig Szemjonovka) város és városkörzet a Tengermelléki határterületen. Vlagyivosztoktól mintegy 160 km-re északkeletre fekszik az Arszenyevka (kínaiul Daubihe)-folyó, az Usszuri jobb oldali mellékfolyójának partján.
2005-ben 60,6 ezer lakosa volt, területe 39,4 km². 
Lakossága 56 750  fő volt a 2010. évi népszámláláskor.
1895-ben alapították óhitű orosz telepesek, majd 1901-ben Poltava környéki ukrán parasztok telepedtek le. 1937-ben megépült a falut Vlagyivosztokkal összekötő vasúti szárnyvonal, majd a következő évben munkástelepülési rangot kapott. 1952-ben várossá nyilvánították, egyben a neves felfedezőről és íróról, Vlagyimir Arszenyjevről nevezték el, aki 1912-ben járt itt.
A település gyors fejlődését a gépipar fejlesztésének köszönhette. 1940-ben alapították a Progressz repülőgépgyárat, amely ma is a legnagyobb foglalkoztató, főként helikoptereket állít elő. Az Aszkold hajógyár szintén a város gazdaságának meghatározó eleme. Mindkét nagyüzem állami tulajdonban van. A városban a fafeldolgozás és bútorgyártás is jelen van.
Arszenyjev idegenforgalmi célpont is, főként a 840 m magasságig felnyúló síterepeit látogatják sokan. A városban található Makszim Gorkij és Vlagyimir Arszenyjev (1972) emlékműve. A városi múzeum 1969-ben nyílt meg.

## Fordítás
- Ez a szócikk részben vagy egészben  az   Arsenyev című angol Wikipédia-szócikk fordításán alapul.  Az eredeti cikk szerkesztőit annak laptörténete sorolja fel. Ez a jelzés csupán a megfogalmazás eredetét és a szerzői jogokat jelzi, nem szolgál a cikkben szereplő információk forrásmegjelöléseként.
- Ez a szócikk részben vagy egészben  a(z)   Арсеньев című orosz Wikipédia-szócikk fordításán alapul.  Az eredeti cikk szerkesztőit annak laptörténete sorolja fel. Ez a jelzés csupán a megfogalmazás eredetét és a szerzői jogokat jelzi, nem szolgál a cikkben szereplő információk forrásmegjelöléseként.